# Jacob Drejer
Jacob Hansen Drejer (1. maj 1743 i Odense – 1. juli 1813 i København) var institutbestyrer. I Odense var hans forældre var farver Hans Peter Dreyer og Deliana Lund, og dimitteredes fra sin fødebys skole 1759. Som gammel student oprettede han 1791 i Admiralgade i København et undervisningsinstitut, som dog aldrig havde mere end nogle og tyve elever, underviste af ham selv, hans datter og to lærere. Det er imidlertid ikke for skolens skyld, hans navn mindes; men fordi han er stifter af Københavns ældste og mest ansete klub (stiftet i november 1775). Den bestod fra begyndelsen kun af 16 af Drejer personlige venner og bekendte, men blev senere stærkt udvidet; 10 år efter oprettelsen optoges således på én gang 50 nye medlemmer, og begæret efter at blive indlemmet var stadig stort. Drejers Klub blev efterhånden samlingsstedet for nationens ypperste, embedsmænd, lærde, skønånder, særlig på den ugentlige "Koncertaften"; men ved århundredets udgang havde den allerede overlevet sin egentlige glansperiode, og efter forskellige sammensmeltninger havnede den til sidst i Kongens Klub. Drejer døde i København efter få dages sygdom 1. juli 1813 og efterlod som enke Frederikke Amalie født Ebsen (d. 1818).
Han er begravet på Assistens Kirkegård. Hans silhouet er klippet af C. Limprecht.